# Георгий Антиохийский

Георгий Антиохийский у ног Богородицы — мозаика в церкви Санта-Мария-Адмиралльо (Марторана), Палермо

Георгий Антиохийский (умер 1151—1152) — сицилийский флотоводец, «ammiratus ammiratorum» (буквально «эмир эмиров», в традиционном переводе «адмирал адмиралов»), завоевавший для Рожера II ряд городов на побережье Северной Африки и принимавший участие в войне против Византии.

## Начало карьеры
Георгий родился в Антиохии Сирийской в арабизированной православной семье. Вместе с родителями он переехал из Сирии в Тунис, где его отец занял должность при дворе султана Темима. Рассорившись с его сыном Яхьей, Георгий в 1108 году бежал на сицилийском корабле из Махдии в Палермо, где был принят при дворе Рожера II. В последующие годы он сначала служил при «диване» — органе, занимавшемся сбором налогов и податей, а затем выполнял ряд дипломатических поручений в Египте.
Хорошо владея греческим и арабским языками, обладая широкими познаниями в мореплавании в Средиземном море, Георгий вскоре выдвинулся при дворе Рожера II, получил титул familiaris и стал заместителем сицилийского адмирала Христодула. Под командованием Христодула Георгий участвовал в махдийской кампании 1123 года, первой и неудачной попытке Сицилийского королевства укрепиться на североафриканском побережье, и проявил себя в этом походе, заняв крепость ад-Димас.
После смерти Христодула (1127) Георгий унаследовал его полномочия, а в 1132 году получил звание Ammiratus ammiratum («эмир эмиров»), что делало его губернатором Палермо (первоначальное значение этого титула) и командующим сицилийским флотом (со времен Рожера I). Этот пышный титул, унаследованный от арабов, но традиционно принадлежавший представителям греческой общины, был заимствован всеми европейскими языками и лег в основу современного морского звания «адмирал». В году междоусобных войн в Апулии, последовавших за присоединением этого герцогства к Сицилии в 1127 году, Георгий неоднократно блокировал мятежные города, вынуждая их к сдаче.

## Завоевания в Северной Африке
В течение 1146—1148 годов Георгий завоевал для Сицилии ряд ключевых городов на побережье современных Ливии и Туниса: Триполи (1146), Габес (1147), Махдию (1148), Сус (1148), Сфакс (1148). Захват этих городов обеспечил сицилийскому флоту господство в центральном Средиземноморье, а стране принес значительные богатства, так как в этих городах начинались торговые пути во внутренние части Африки.

## Участие в войне противВизантии
Поскольку Рожер II после окончания междоусобных войн в Южной Италии (1139) и провозглашения Арианских ассиз (1140) не покидал Сицилии, война Сицилийского королевства против Византии (1147—1149) была, в основном, делом адмирала Георгия Антиохийского. Воспользовавшись внутренними трудностями Византии и прохождением через её территорию участников Второго крестового похода, Георгий в 1147 году овладел островом Корфу — крепостью, считавшейся неприступной. После этого флот Георгия обогнул Пелопоннес, разорил Афины, Фивы и Коринф.
Византийская империя, избавившись от крестоносной угрозы, заключила союз с Венецией и, получив поддержку её флота, была готова в апреле 1148 года нанести морской и сухопутный удар по Сицилийскому королевству. Нападение на империю куманов, неожиданные штормы и смерть венецианского дожа привели к задержке операции. В результате византийский и венецианский флот соединились в Адриатике и начали осаду занятого сицилийцами Корфу только осенью 1148 года. Сухопутный поход византийцев был отложен на следующий год. Византийцам и венецианцам удалось взять Корфу только в августе 1149 года, а начавшееся в Сербии восстание против византийского владычества, поддержанное Венгрией, отвлекло византийскую армию от похода в Италию. Летом того же 1149 года флот Георгия Антиохийского совершил пиратский набег через Дарданеллы до стен Константинополя. Греческие хронисты сообщают о том, что сицилийцы разорили несколько вилл в окрестностях столицы и выпустили стрелы в сторону императорского дворца, после чего безнаказанно удалились.

## Наследие Георгия Антиохийского

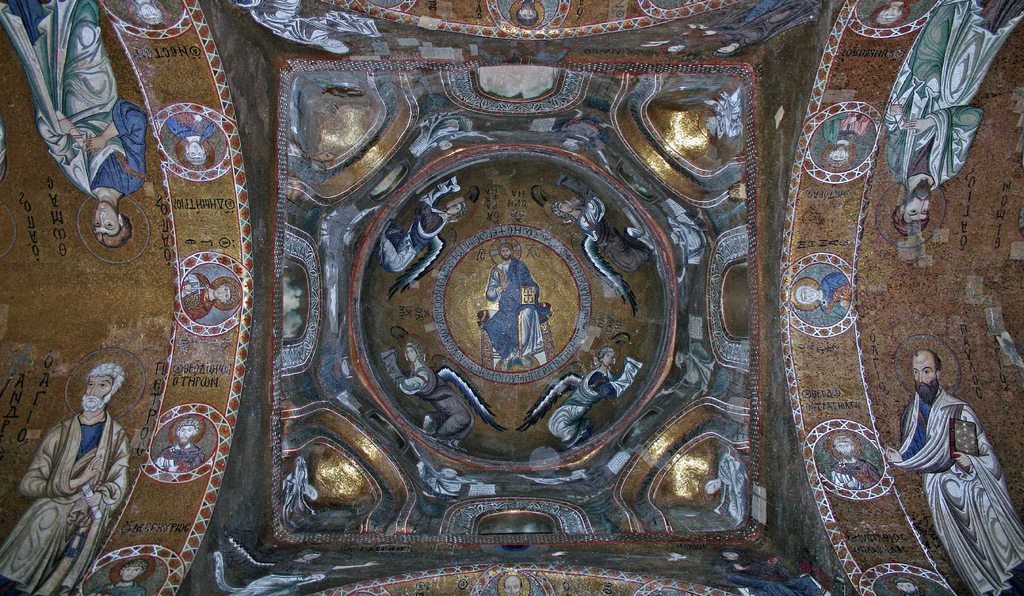
Выполненные по заказу Георгия мозаики Санта-Мария-Адмиралльо в Палермо

Помимо громких морских побед, Георгий оставил по себе память в виде двух интересных архитектурных сооружений: семиарочного моста через реку Орето («Адмиральский мост») и греческой церкви в Палермо — Марторана (первоначально св. Мария Адмиральская). В этой церкви сохранились мозаики двенадцатого века, в том числе изображение самого Георгия, простертого перед Богородицей, и короля Рожера II, коронуемого Христом. Благодаря громким победам Георгия, его чисто арабский титул адмирала стал общепринятым морским званием.
По свидетельству арабского историка Ибн-аль-Атхира, Георгий умер в 546 году Хиджры, то есть в 1151 или 1152 году.

## Использованная литература
- Норвич, Дж. Нормандцы в Сицилии. Второе нормандское завоевание: 1016—1130 гг. — М, 2005. ISBN 5-9524-1751-5
- Норвич, Дж. Расцвет и закат Сицилийского королевства. Нормандцы в Сицилии: 1130—1194. — М., 2005. ISBN 5-9524-1752-3
- Васильев А. А. История Византийской империи. — Том 2. — СПб, 1998.
- История Италии. — М., 1970.